# Федорівка (Херсонський район)
Фе́дорівка (в минулому — Кепеної) — село в Україні, у Дар'ївській сільській громаді Херсонського району Херсонської області. Населення становить 1222 осіб.

## Історія
Станом на 1886 рік у селі Микільської волості Херсонського повіту Херсонської губернії мешкало 454 особи, налічувалось 74 двори, існували православна церква та школа.
Село окуповане російськими військами на початку березня 2022 року під час широкомасштабного вторгнення Росії в Україну.
10 листопада 2022 року визволене в ході контрнаступу Збройних сил України в Херсонській області.
Станом на червень 2023 року село постраждало від руйнування Каховської ГЕС російськими окупантами.

## Населення
Згідно з переписом УРСР 1989 року чисельність наявного населення села становила 1567 осіб, з яких 802 чоловіки та 765 жінок.
За переписом населення України 2001 року в селі мешкали 1222 особи.

### Мова
Розподіл населення за рідною мовою за даними перепису 2001 року:
| Мова            | Кількість | Відсоток |
| --------------- | --------- | -------- |
| українська      | 1099      | 89.93%   |
| російська       | 114       | 9.34%    |
| румунська       | 2         | 0.16%    |
| білоруська      | 1         | 0.08%    |
| інші/не вказали | 6         | 0.49%    |
| Усього          | 1222      | 100%     |

## Храми
- Парафія Успіння Пресвятої Богородиці УГКЦ Одеського екзархату, Херсонського деканату
- Введенський храм УПЦ МП